# Dasychira obsoletissima
Dasychira obsoletissima är en fjärilsart som beskrevs av Bethune-Baker 1911. Dasychira obsoletissima ingår i släktet Dasychira och familjen tofsspinnare. Inga underarter finns listade i Catalogue of Life.